# Hainkirche St. Vinzenz

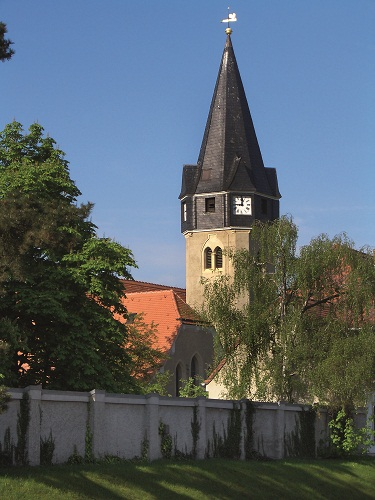
Die ev.-luth. Hainkirche St. Vinzenz in Leipzig-Lützschena, Blick von Nord-Osten

Die Hainkirche St. Vinzenz ist ein evangelisch-lutherischer Kirchenbau im Leipziger Stadtteil Lützschena; vorher war sie die Kirche der östlich von Schkeuditz gelegenen Gemeinde Hänichen. Durch das Unionsdekret des Merseburger Bischofs Sigismund von Lindenau vom 26. Juli 1537 waren die Gemeinden Lützschena und Hänichen mit Quasnitz insoweit verbunden, dass sie u. a. von einem gemeinsamen Pfarrer betreut wurden.

## Baugeschichte
Während des 6. Jahrhunderts siedelte sich im Gebiet der unteren Weißen Elster der westslawische Volksstamm der Sorben an. Sie waren hier Randbewohner des ostfränkisch-deutschen Reiches und wurden seit dem 10. Jahrhundert christianisiert. Einen frühen kirchlichen Mittelpunkt bildete dabei die Großpfarrei St. Alban in Schkeuditz. Sie reichte im Westen wenigstens bis nach Oberthau und im Osten anfänglich bis nach Wahren. Als im 11./12. Jahrhundert ein wachsender Zustrom deutscher Kolonisten einsetzte, begann man das damals noch ausgedehnte Wildland zu roden.

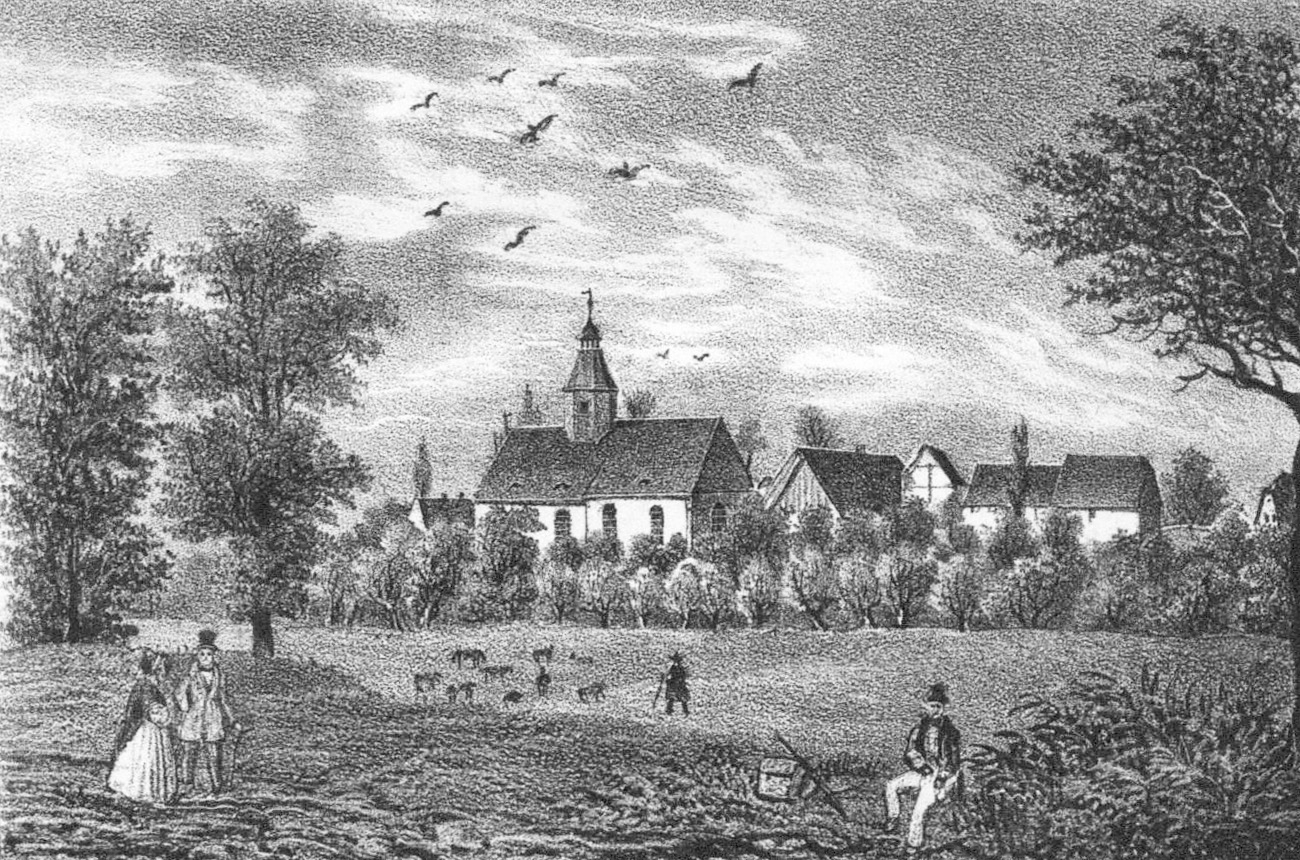
Die Kirche in Hänichen um 1840

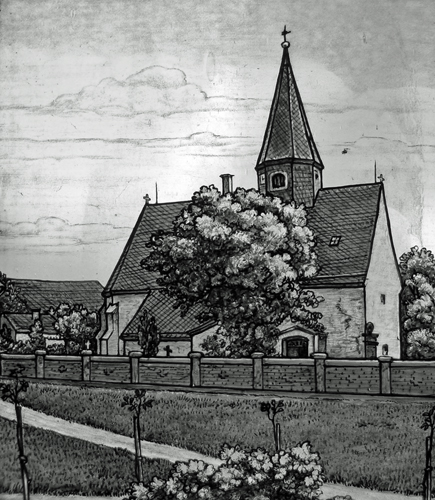
Die Kirche in Hänichen zwischen 1847 und 1906

Ein Beispiel aus dieser Zeit ist auch die Gründung von Hänichen. Man legte damals eingeschoben zwischen die sorbischen Weiler Modelwitz („Ort im feuchten Gelände“) und Quasnitz („Siedlung auf saurem Boden“) einen kleinen Hagen („gehegter Ort“; 1337: Heynigen, 1431: Heynichen, 1753 Hänichen) an. Zu ihm gehörte nach dem Verständnis der Neusiedler auch der Bau einer Kirche. Obwohl zumindest später ein eigener Pfarrer nachzuweisen ist, behielt sie bis in das 19. Jahrhundert eine rechtliche Abhängigkeit von der Pfarrei Schkeuditz. Ursprünglich zählten zur Kirche Hänichen neben Quasnitz außerdem die zwei im Mittelalter wieder wüst gewordenen Siedlungen Heide und Kalter Born (hier auch schon sorbische Funde).
Nachdem zuerst vielleicht eine Holzkirche errichtet worden war, entstand um 1200 ein solider Steinbau, der mit Veränderungen bis in unsere Zeit reicht. Von ihm erhalten sind – jetzt wieder innen im Sockelbereich zu sehen – weithin die Wände des Kirchensaales und in ihnen – in einem Fall umgesetzt – vier originale romanische Fenster. Das ebenfalls originale steinerne Rundbogenfeld über dem Eingang von Norden ging noch bei der Kirchenerweiterung von 1906 verloren. Der erste Steinbau hatte keinen Turm und stand etwas hangseitig auf einer leichten Anhöhe zur Elsteraue. Die vorhandenen Baumerkmale sprechen nicht für eine Wehrkirche. Das trifft auch für die zunächst auffälligen Geländeabgrabungen westlich und vor allem nördlich der Kirche zu, in der Hauptsache sind sie auf verkehrs- und bautechnische Eingriffe späterer Zeit zurückzuführen. Die Funktion einer letzten Zuflucht hat einst aber das Kirchengebäude zweifellos besessen.

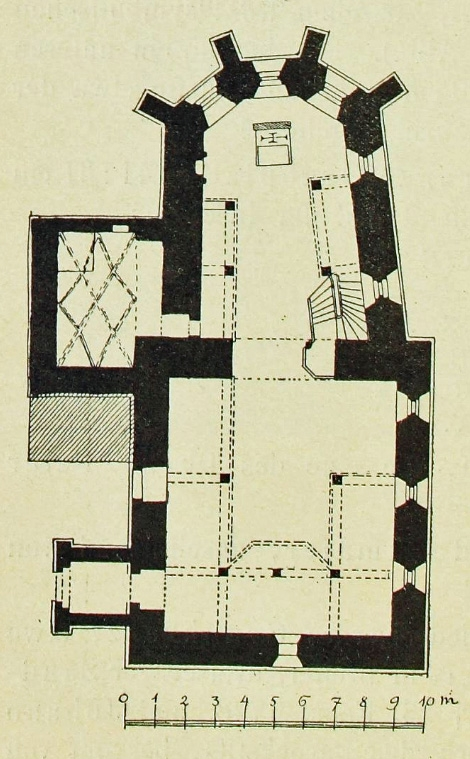
Grundriss der Kirche um 1890

Eine nachhaltige Veränderung erlebte der Baukörper erstmals in der Spätgotik. Unklar bleibt, ob die Neuweihe des Altars von 1321 durch Ludwig von Maronia, dessen Urkunde übrigens den hl. Vinzenz von Saragossa als persönlichen Schutzpatron der Kirche nennt, als eine Folge von Baumaßnahmen anzusehen ist. Mit Sicherheit sind diese jedoch dann aus der Zeit um 1480 zu erkennen: Der Altarraum wurde nach Osten verlängert, mit fünf großen Fenstern ausgestattet und außen durch Strebepfeiler gestützt. Innen an der Nordwand stellte man ein steinernes Sakramentshaus auf und fügte außerdem eine Sakristei (mit eigenem Altar) an, deren ursprüngliches Türblatt sich bis heute erhalten hat (jetzt Nordempore). Über die Qualität des damals üblichen Flügelaltars ist nichts überliefert. Die vermutlich drei Nebenaltäre an der Ostseite des Kirchensaales scheinen, wie die archäologische Grabung von 2009 nahelegt, solide steinerne Fundamente besessen zu haben. Vergrößert wurden ebenfalls die Fenster im Saal. Hinzu kam – bis 1906 immer wieder eine bautechnische Herausforderung – ein kräftiger achteckiger Dachreiter. Für ihn ist 1494 der Guss einer kleinen, vielleicht dritten Glocke nachweisbar.

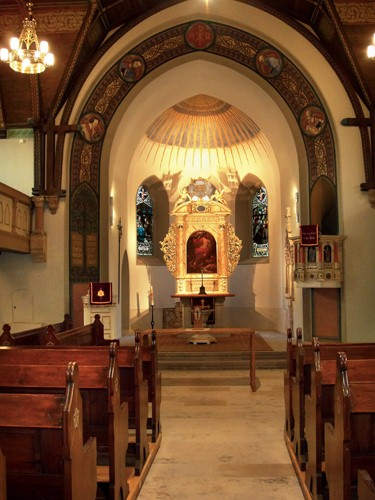
Blick zum Altarraum

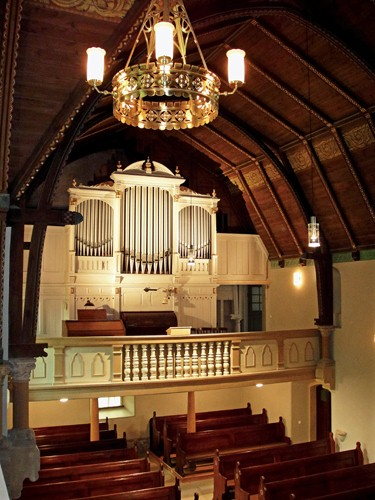
Blick zur Orgel

Im 16. und 17. Jahrhundert – die Kirchrechnungen liegen seit 1624 vor – wurden mehrfach Verbesserungen und Reparaturen durchgeführt. Entscheidend für die Dauerhaftigkeit des Gebäudes war vor allem aber die große Rekonstruktion von 1696 bis 1704. Nacheinander erneuerte man damals das Dach, überholte den Dachreiter, erweiterte die Emporenanlagen, schaffte erstmals eine Orgel an und vollendete die Umgestaltung durch den Erwerb eines modernen Altaraufsatzes.
Notwendige größere Renovierungen schlossen sich 1740, 1824, 1847 und 1874 an. Als sich jedoch bald nach 1900 die Bauschäden wiederum häuften, entschied man sich nicht nochmals für eine Erneuerung, sondern wünschte den Umbau des bisherigen Baukörpers. Das entsprach der veränderten örtlichen Situation, denn inzwischen reichte von Leipzig aus die Straßenbahn bereits bis Lützschena, und in Quasnitz und Hänichen zeichnete sich ein deutlicher Bevölkerungszuwachs ab. Die Ausführung des Projekts wurde dem bekannten Architekten Conrad Hermsdorf (1872–1944) übertragen, einem Schüler von Arwed Roßbach (1844–1902). Hermsdorfs großzügiges, teilweise an frühgotische Formensprache angelehntes Konzept verlieh 1906 der Kirche die Gestalt, die sie mit wenigen Einschränkungen bis heute zeigt:
Statt des Dachreiters bekam die Kirche einen markanten Turm. Angefügt wurden ebenfalls zwei Querschiffe, zugleich die ehemaligen Emporen ersetzend und zugänglich durch zwei eigene Treppenaufgänge, sowie eine Sakristei an anderem Ort. An die Stelle der Flachdecke trat eine Holztonne in brauner Tönung, verziert durch eine dezente Bemalung. Sie gab zusammen mit den von Gemeindegliedern gespendeten Glasgemäldefenstern dem Innenraum eine warme und harmonische Stimmung. Der Bereich des Altarraums, in dem auch weiterhin der farbig etwas veränderte Barockaltar stand, wurde gemeinsam mit dem jetzt rückversetzten Triumphbogen durch dekorative und figürliche Malerei hervorgehoben. Motive und Farbkraft erinnerten – dem Zeitgeschmack verpflichtet – an den Innenschmuck verschiedener Kirchen in Rom. Die große Umgestaltung abschließend, schaffte man 1913 noch eine neue Orgel an.
Das um 1930 gewandelte Stilempfinden hatte zur Folge, dass man bei der damaligen Renovierung, wie sich 2009 bei der Restaurierung herausstellte, erstmals die Ausmalung vereinfachte. Später in der auch wirtschaftlich schwierigen DDR-Zeit stellte die Erhaltung der Hainkirche ein zunehmendes Problem dar. Dabei kam erschwerend hinzu, dass die seit 1934 zusammengelegten Kirchgemeinden Hänichen und Lützschena stets die doppelte Baulast von Hainkirche und Schloßkirche  zu tragen hatten. Die Maßnahmen Mitte der 70er Jahre konnten zwar den schlimmsten Verfall aufhalten, brachten aber der Hainkirche trotzdem Verluste in der Ausstattung (Reduzierungen am Baukörper, der Abbau von Altar und Kanzel).
Erst seit der friedlichen Revolution von 1989 ergaben sich neue Möglichkeiten. Zunächst konnte 1999 die aufwändige Sanierung des Turmbereichs und 2002 die des Daches abgeschlossen werden. Gleichfalls wurden die inzwischen außerordentlich wertvoll gewordenen Glasgemäldefenster zusätzlich geschützt. Darauf folgte ab 2008 hauptsächlich die Renovierung des Innenraums. Sie versuchte möglichst viel der originalen Ausstattung für die Zukunft zu bewahren. Einen ersten Höhepunkt bildete der wieder aufgestellte restaurierte Barockaltar zur Christvesper 2010. Aber ebenso berücksichtigte man auch die seit 1906 erheblich veränderten Formen des Gemeindelebens. So zählte es zu den praktischen Neuerungen, dass das alte Bankgestühl zwar beibehalten wurde, jetzt aber zum Teil variabel eingesetzt werden kann. Im Mai 2011 wurde ungeachtet einiger noch anstehender Restarbeiten die erneuerte Kirche durch die Gemeinde dankbar wieder in Besitz genommen.

## Glocken
Der Glockenstuhl ist für 3 Glocken ausgelegt. Dort befanden sich bis zur Ablieferung im Zweiten Weltkrieg folgende 3 Bronzeglocken:

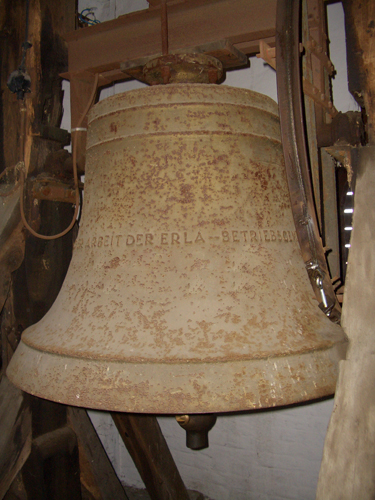
Stahlglocke der ehemaligen Erla-Werke
- 18-Uhr-Gebetsläuten vom 16. April 2008

| Glocke                | 1 | 2                                             | 3                                                                       |
| --------------------- | --- | --------------------------------------------- | ----------------------------------------------------------------------- |
| unterer Durchmesser   | 0,99 m | 0,788 m                                       | 0,66 m                                                                  |
| Schlagstärke          | 0,072 m | 0,056 m                                       | 0,05 m                                                                  |
| schräge Höhe bis Rand | 0,71 m | 0,5 m                                         |                                                                         |
| oberer Durchmesser    | 0,52 m | 0,415 m                                       |                                                                         |
| Gewicht               | 500 kg | 288 kg                                        | 160 kg                                                                  |
| Jahr                  | 1572 / 1847 umgegossen | 1572                                          | 1494 / 1847 umgegossen                                                  |
| Gießer                | G. A. Jauck | Wolf Hilliger                                 | G. A. Jauck                                                             |
| Inschrift             | Verjüngt ruf ich von oben, kommt, Gott den Herrn zu loben. Dr. Großmann-Leipzig, Sup., E.M.Reichel, Pfarrer, G.M.Oertel, Schullehrer, J.G.Hase, J.C.Arland, Kirchenväter | Sit nomen Domini benedictum. Anno domini 1572 | 1494.1847 gegossen von G. A. Jauck. Mein neuer Schall sei Friedenshall. |
| Schlagton             | h | fis                                           | d                                                                       |

Es mussten alle 3 Glocken abgeliefert werden, da 1934 die Vereinigung der Kirchgemeinden Lützschena und Hänichen erfolgte und pro Kirchgemeinde nur eine Glocke verbleiben durfte.
Nach dem Zweiten Weltkrieg gelang es, eine Stahlglocke der ehemaligen Erla-Werke zu organisieren, die seitdem ihren Platz im mittleren Joch des Glockenstuhls gefunden hat.

## Orgel
Im Rahmen des Umbaus der Kirche im Jahr 1906 wurde die Orgel von 1902 aus- und wieder eingebaut. 1912 entschied man sich dann aber doch für eine neue Orgel, die 1913 durch die Gebrüder Jehmlich aus Dresden (Opus 344) eingebaut wurde. Das Instrument verfügt über 15 klingende Register, die auf zwei Manuale und Pedal verteilt sind, sowie eine Transmission. Es befindet sich noch im Originalzustand und wurde im Jahr 2022 durch die Fa. Jehmlich generalsaniert. Die Disposition ist die folgende:
| I Hauptwerk C–f3 |                |     |
| 1.               | Bordun         | 16′ |
| 2.               | Principal      | 8′  |
| 3.               | Flöte          | 8′  |
| 4.               | Viola da Gamba | 8′  |
| 5.               | Oktave         | 4′  |
| 6.               | Oktave         | 2′  |
| 7.               | Mixtur II–III  |     |

| II Schwellwerk C–f3 |                 |    |  |
| 8.                  | Geigenprincipal | 8′ |  |
| 9.                  | Gemshorn        | 8′ |  |
| 10.                 | Gedackt         | 8′ |  |
| 11.                 | Aeoline         | 8′ |  |
| 12.                 | Rohrflöte       | 4′ |  |
| 13.                 | Fugara          | 4′ |  |

| Pedal C–d1 |               |     |  |
|            | Subbaß (= 1.) | 16′ |  |
| 14.        | Violen        | 16′ |  |
| 15.        | Violoncello   | 8′  |  |

## Besondere Ausstattungsstücke

### Romanik
- Kleines Fenster außen in der Westseite, gefertigt aus einem Stück, einmalig in der Region.
- romanisches Fenster, welches 1906 ins Südtreppenhaus umgesetzt wurde
- romanische Außenmauern, im Sockelbereich freigelegt

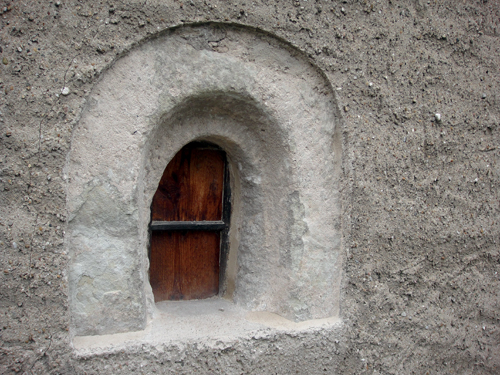
Kleines romanisches Rundbogenfenster
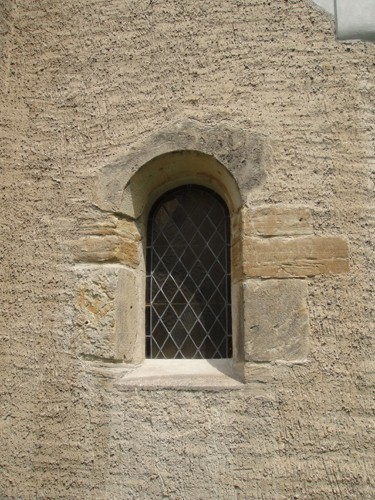
Romanisches Fenster, 1906 umgesetzt
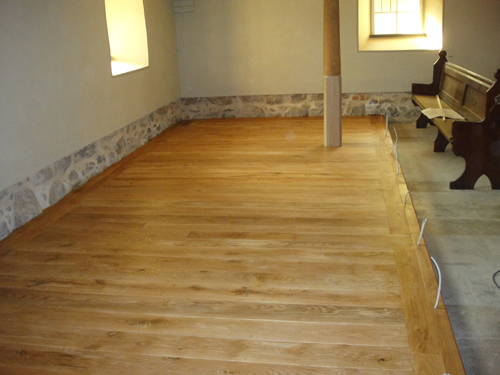
Bei der Innenerneuerung 2008–2011 freigelegtes romanisches Mauerwerk

### Spätgotik
- Sakramentshaus, Arbeit aus Sandstein um 1480, ursprünglich farbig;
- Türblatt der alten Sakristei, mit mittelalterlichem Zugring (Nordempore).

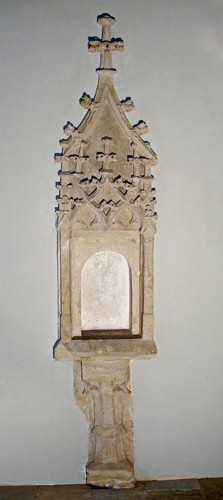
Sakramentshaus von 1480
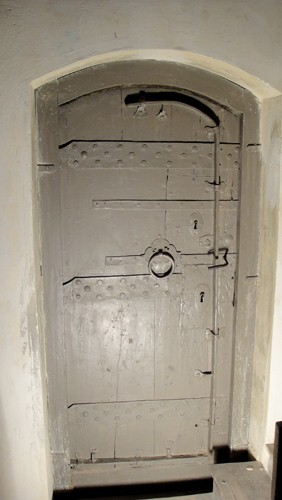
Türblatt der alten Sakristei (heute Nordempore)

### Renaissance
- Kindergrabstein der Regina Hartenberg von 1599;
- Kanzel von 1615 mit Evangelistenbildern und Wappen als Ahnenprobe.

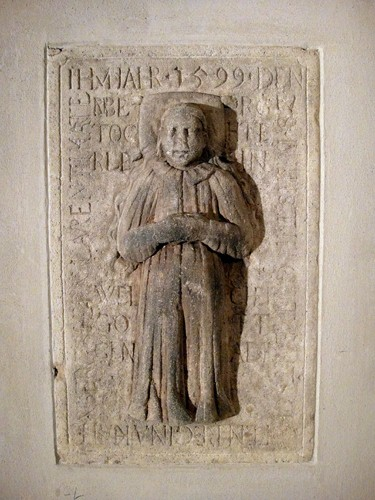
Kindergrabstein Regina Hartenberg
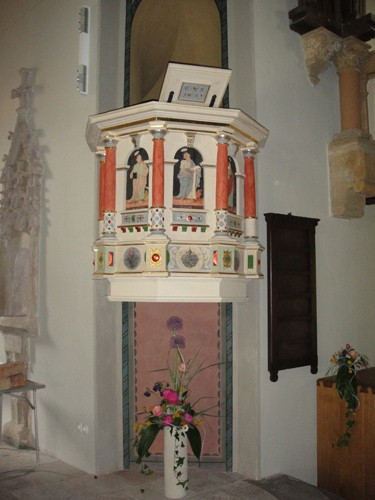
Kanzel mit den Wappen der Ahnenprobe für Bernhard von Üchtritz

### Barock
- Altaraufsatz, aufgestellt 1703/04, mit dem Thema des auferstandenen Christus (Ostern).
- Wetterhahn von 1653, jetzt auf der Südempore

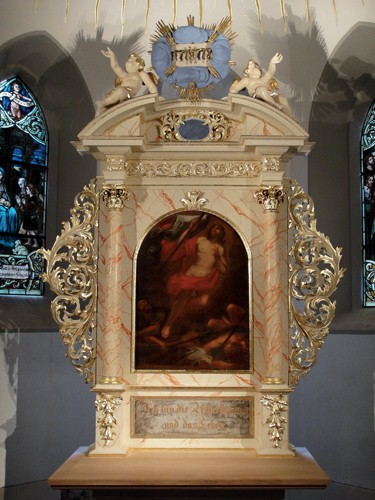
Barocker Altaraufsatz
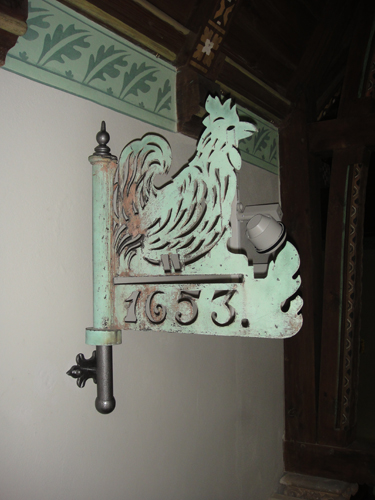
Wetterhahn von 1653

### 20. Jahrhundert
- Glasgemäldefenster im Altarraum, auf beiden Emporen und in der Sakristei, sämtlich 1906 durch die Firma Urban in Dresden.

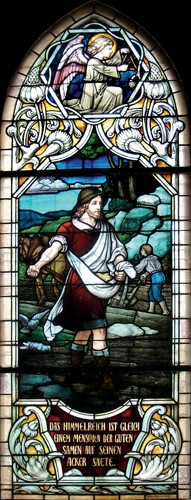
Fenster der Nordempore
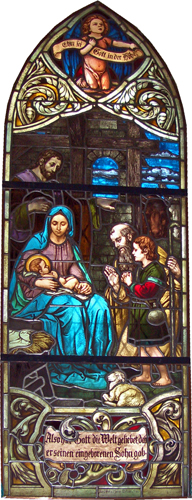
Weihnachtsfenster im Altarraum
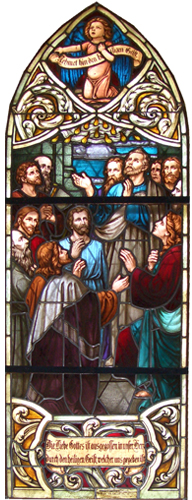
Pfingstfenster im Altarraum
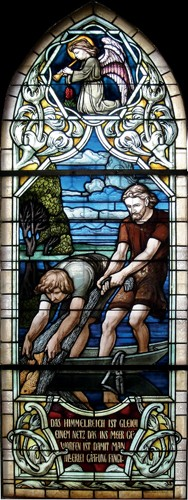
Fenster der Südempore

### 21. Jahrhundert
- Abendmahlstisch, Entwurf und Herstellung: Clemens Gerstenberger / Bildhauer & Holzgestalter
- Keramikkruzifix von Johanna Baraniak
- Grundstein der Innenerneuerung

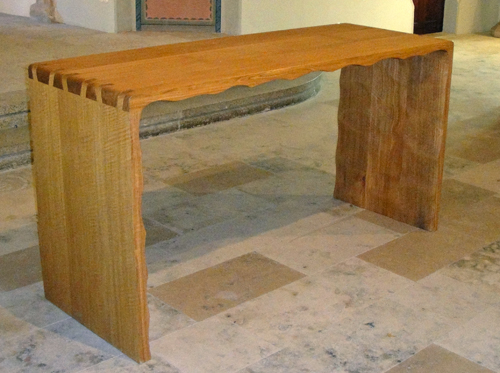
Abendmahlstisch
Keramikkruzifix
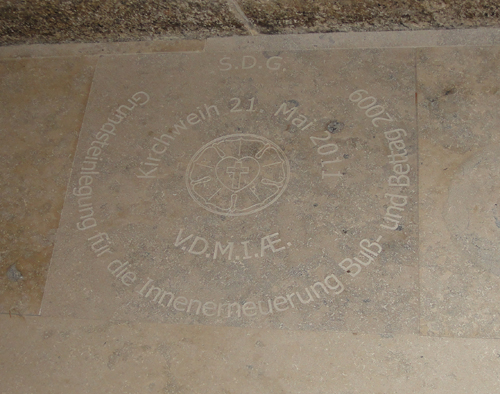
Gravierte Fußbodenplatte über dem Grundstein der Innenerneuerung

## Schule

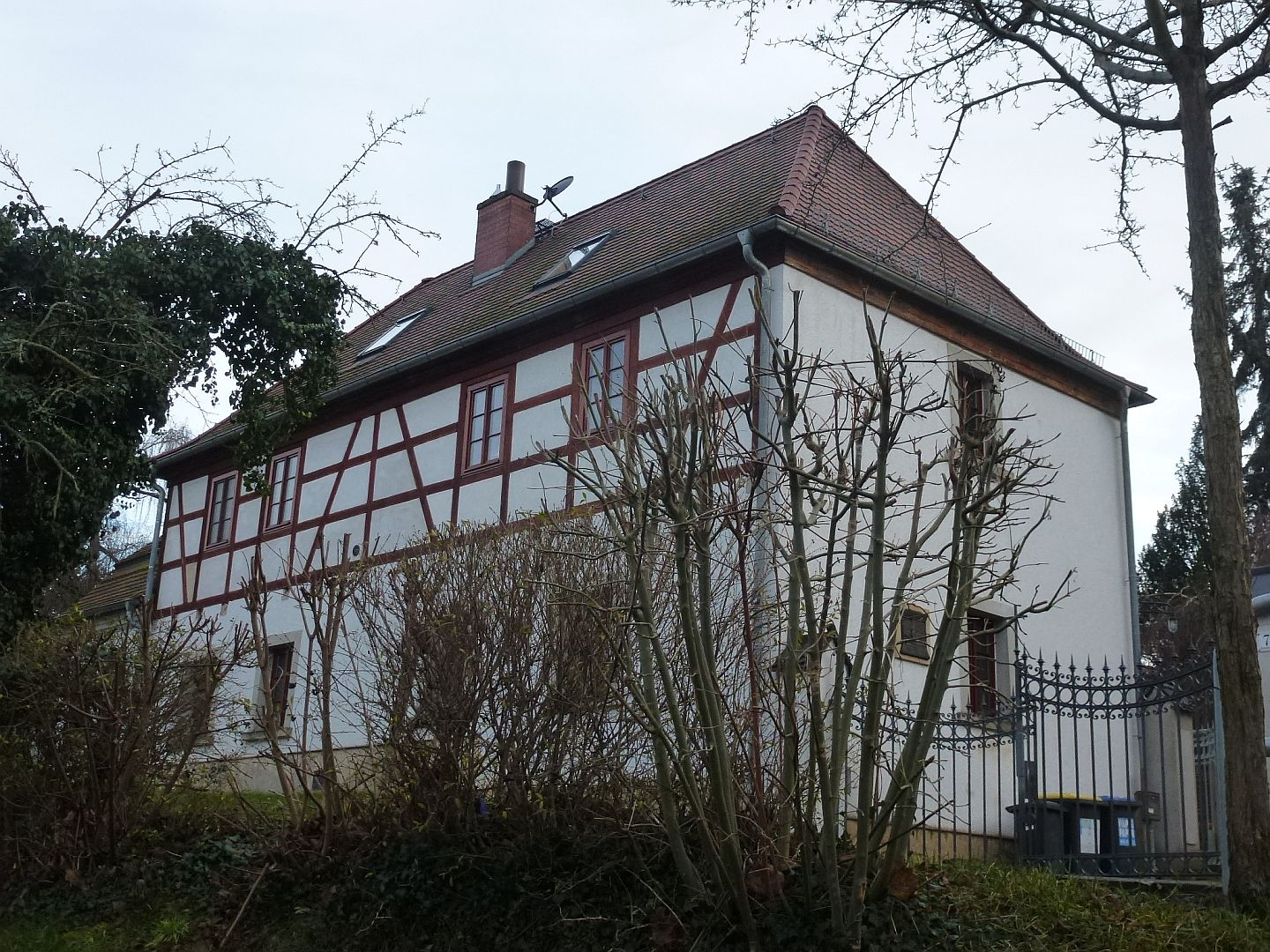
Ehem. Schule neben der Hainkirche

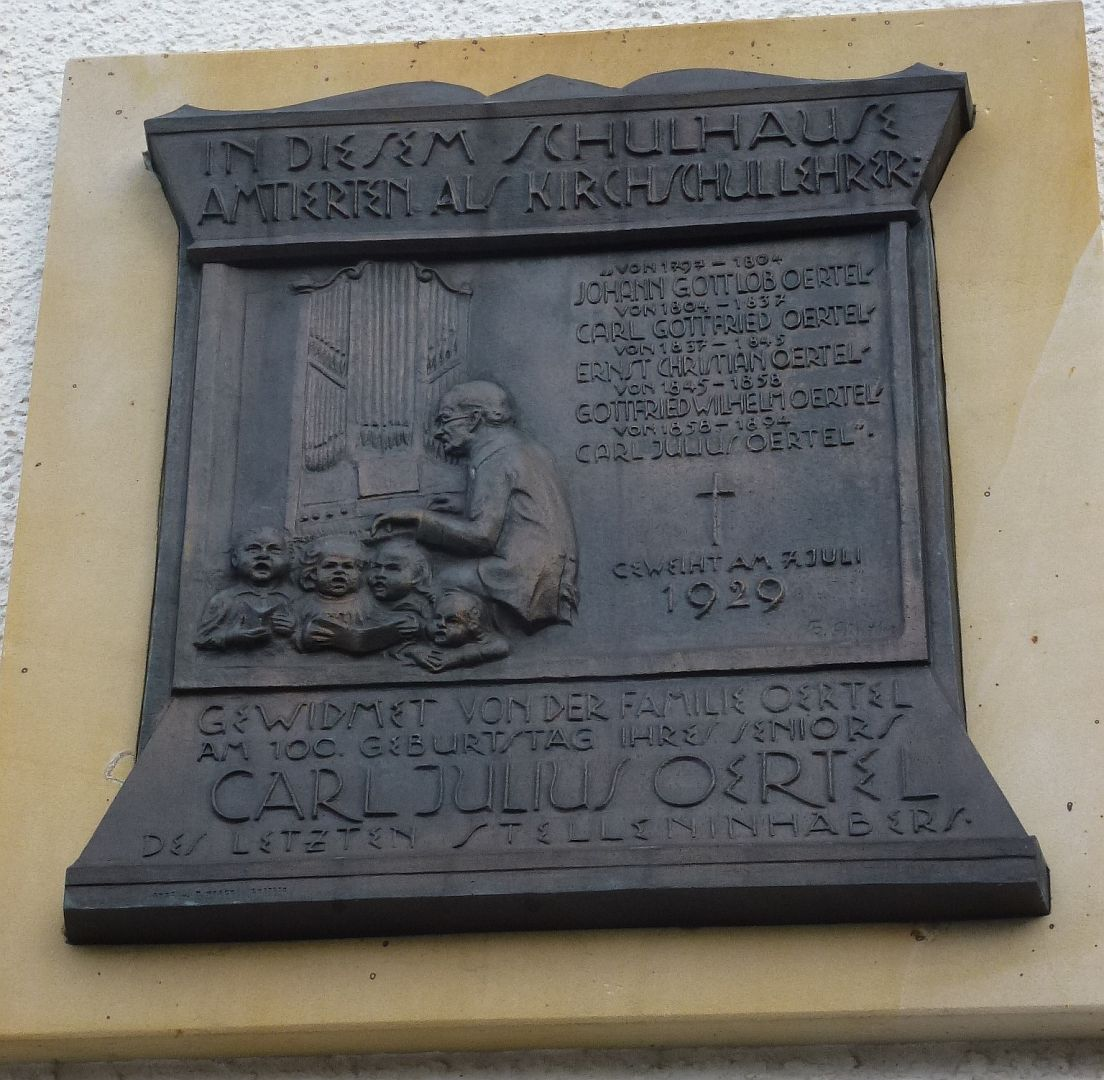
Erinnerungstafel für die Kirchschullehrer

Eine Tafel an dem Fachwerkbau neben der Hainkirche erinnert an die Kirchschullehrer, die in der ehem. Schule gewirkt haben.